# 八重洲乗客降り口

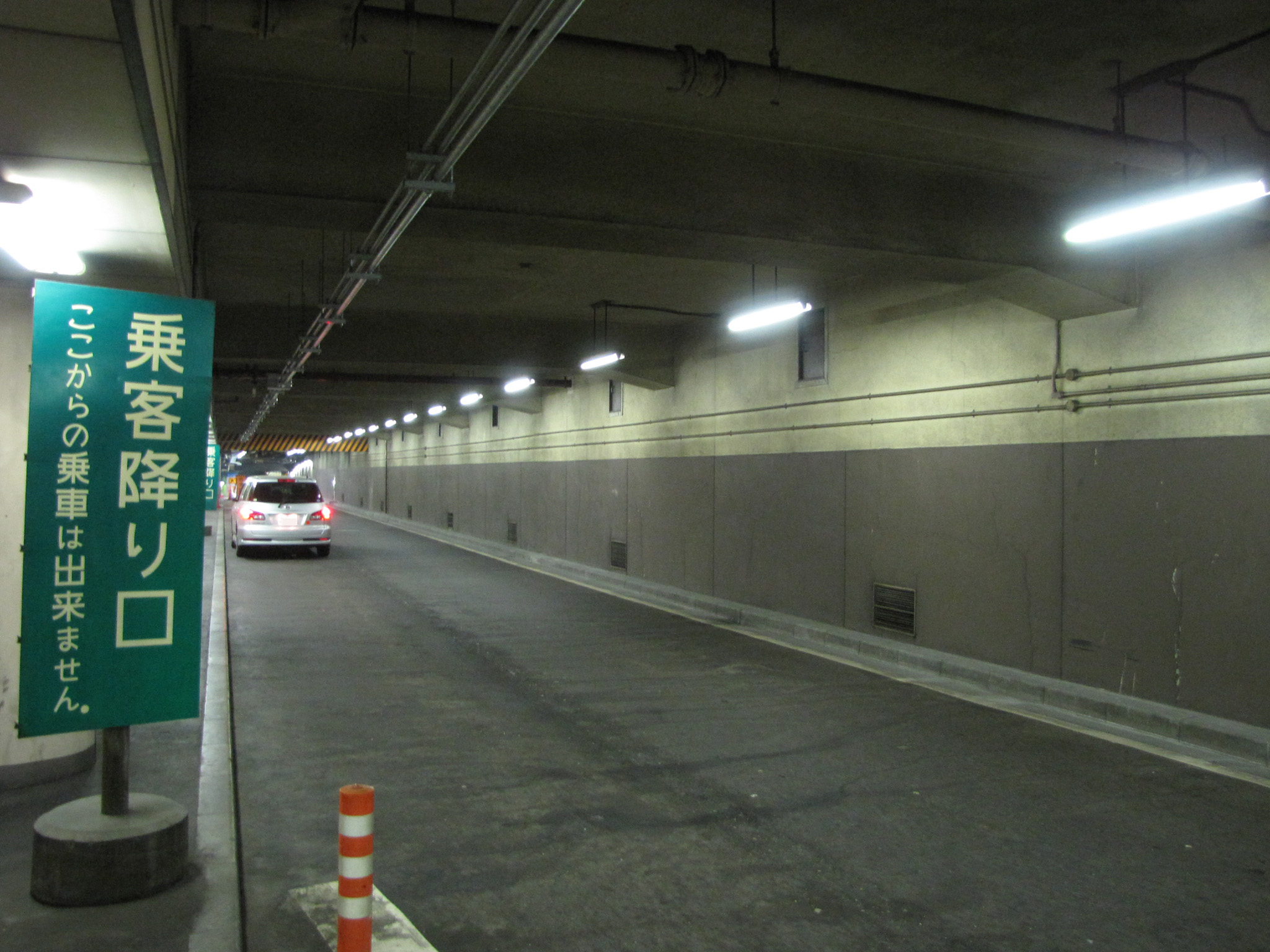
八重洲乗客降り口

八重洲乗客降り口（やえすじょうきゃくおりぐち）は、首都高速道路八重洲線の東京都中央区にある八重洲出入口に隣接する設備である。
東京駅などへ向かう同乗者を高速道路を出ずに降車させる為の施設であり、利用した場合でも駐車場料金や首都高の流出入に伴う通行料金は発生しない。

## 設備概要
八重洲出入口は八重洲地下街直下に位置する東京駅八重洲パーキング（旧・八重洲駐車場）に直結する出入口であるが、八重洲線本線から八重洲出口（駐車場入口）方向に分かれ、さらに出口（駐車場入口）に入らずに通り過ぎた先に車寄せが設けられている。これが「八重洲乗客降り口」である。八重洲出入口は上下線別々に出入口が設けられており、八重洲乗客降り口も上下線それぞれに設けられている。
ここで降車し、出口のドアを開けて階段を上がると八重洲地下街へ出る（「乗客降り口→地下街」の一方通行の動線となっているため、階段側から出口ドアを開けることは出来ない）。地下街を歩けば東京駅や八重洲地区のオフィスビルに出ることができる。高速道路を走る自動車から一般道路の混雑や駅前広場の乗降制限の影響を受けずに新幹線等に乗り継げる利便性をもたらしている。
車寄せには乗用車2台分程度の停車スペースしかなく、長時間滞留することは想定されていない。乗客降り口にはここが降車専用であり乗車や待ち合わせが出来ないことの注意書きが示されている。また、車寄せには2.1メートル程度の高さ制限がある。タクシーの目的地にここを指定した場合、ここまでの高速道路料金が自動精算されないため、運転手は乗った高速の入口からの料金を調べて請求する必要がある。
施設そのものは24時間利用可能だが、乗客降り口の出口ドアは午前0時30分から午前4時00分まで閉鎖されている。
なお、首都高速道路公式サイトの地図（ナビマップ）には「八重洲乗客降り口」の存在が示されていない。